# NGC 2677
NGC 2677 (również PGC 24821) – galaktyka spiralna (S?), znajdująca się w gwiazdozbiorze Raka. Odkrył ją John Herschel 17 marca 1831 roku.